# Millican
Millican – miasto w Stanach Zjednoczonych, w stanie Teksas, w hrabstwie Brazos.